# Sarpsborg 08 FF
El Sarpsborg 08 Fotballforening es un equipo de fútbol de Sarpsborg, Noruega. Actualmente se encuentra jugando en la Eliteserien, máxima categoría de fútbol de Noruega.
En el año 2001 se fundó el Borg Football, equipo que comenzó participando de la división 3 del fútbol noruego. En 2003 salió campeón de esa categoría y ascendió a la división 2. En 2004 cambió su nombre a FK Sparta Sarpsborg, nombre con el que ascendió, en 2005, a la Adeccoligaen. En 2007 se salvó del descenso debido a que el Raufoss no renovó su licencia en la categoría.
En 2008 se fundó, efectivamente, el Sarpsborg Sparta FK y en 2009 modificó su nombre definitivo a Sarpsborg 08 FF. El año siguiente, 2010, se dio su primer ascenso a la Tippeligaen, la máxima categoría del fútbol noruego. Tras un año en la élite, descendió a la Adeccoligaen, pero volvió a ascender en 2012.
Ya asentado en la Tippeligaen, el Sarpsborg 08 FF alcanzó la final de la Copa de Noruega en 2015 pero cayó en la final 2-0 ante el múltiple campeón Rosenborg Ballklub.
En el 2017 repitió la final de la Copa y volvió a caer, esta vez por 3-2 ante el Lillestrøm SK. Terminó 3.º en la Tippeligaen, solo por detrás del Rosenborg Ballklub y el Molde FK, lo que le permitió clasificarse, por primera vez en su historia, para la Liga Europa de la UEFA 2018-19.
Sarpsborg juega sus partidos como local en el Sarpsborg Stadion.

## Historia reciente
| Season |              | Pos. | Pl. | W  | D  | L  | GS | GA | P  | Copa             | Notes                                                                               |
| ------ | ------------ | ---- | --- | -- | -- | -- | -- | -- | -- | ---------------- | ----------------------------------------------------------------------------------- |
| 2001   | 3. Divisjon  | 2    | 22  | 11 | 4  | 7  | 49 | 28 | 37 | Primera ronda    | Su nombre era Borg Football                                                         |
| 2002   | 3. Divisjon  | 2    | 22  | 16 | 5  | 1  | 67 | 27 | 53 | Primera ronda    |                                                                                     |
| 2003   | 3. Divisjon  | 1    | 22  | 17 | 4  | 1  | 88 | 24 | 55 | Segunda ronda    | Ascendió a la 2. Division                                                           |
| 2004   | 2. Divisjon  | 2    | 26  | 16 | 4  | 6  | 63 | 38 | 52 | Segunda ronda    | Cambió de nombre a FK Sparta Sarpsborg                                              |
| 2005   | 2. Divisjon  | 1    | 26  | 21 | 1  | 4  | 90 | 28 | 64 | Segunda ronda    | Ascendió a la 1. Divisjon                                                           |
| 2006   | Adeccoligaen | 10   | 30  | 11 | 6  | 13 | 44 | 56 | 37 | Primera ronda    |                                                                                     |
| 2007   | Adeccoligaen | 13   | 30  | 8  | 8  | 14 | 50 | 52 | 32 | Segunda ronda    | Evitó el descenso porque al Raufoss se le revocó la licencia                        |
| 2008   | Adeccoligaen | 10   | 30  | 10 | 7  | 13 | 45 | 43 | 37 | Tercera ronda    | Cambio de nombre a Sarpsborg Sparta FK                                              |
| 2009   | Adeccoligaen | 5    | 30  | 15 | 5  | 10 | 47 | 38 | 47 | Segunda ronda    | Cambio de nombre a Sarpsborg 08 FF                                                  |
| 2010   | Adeccoligaen | 2    | 28  | 16 | 6  | 6  | 54 | 36 | 54 | Tercera ronda    | Ascenso a la Tippeligaen                                                            |
| 2011   | Tippeligaen  | 16   | 30  | 5  | 6  | 19 | 31 | 65 | 21 | Cuarta ronda     | Descenso a la Adeccoligaen                                                          |
| 2012   | Adeccoligaen | 2    | 30  | 19 | 6  | 5  | 73 | 43 | 63 | Tercera ronda    | Ascenso a la Tippeligaen                                                            |
| 2013   | Tippeligaen  | 14   | 30  | 8  | 7  | 15 | 40 | 58 | 31 | Segunda ronda    |                                                                                     |
| 2014   | Tippeligaen  | 8    | 30  | 10 | 10 | 10 | 41 | 48 | 40 | Semifinal        |                                                                                     |
| 2015   | Tippeligaen  | 11   | 30  | 8  | 10 | 12 | 37 | 49 | 34 | Finalista        |                                                                                     |
| 2016   | Tippeligaen  | 6    | 30  | 12 | 9  | 9  | 35 | 37 | 45 | Cuartos de final |                                                                                     |
| 2017   | Eliteserien  | 3    | 30  | 13 | 12 | 5  | 50 | 36 | 51 | Finalista        | Clasificación a la primera fase clasificatoria de la Liga Europa de la UEFA 2018-19 |

## Récord Europeo
| Temporada | Torneo             | Ronda         | Club             | Casa | Visita | Global   |
| --------- | ------------------ | ------------- | ---------------- | ---- | ------ | -------- |
| 2018-19   | UEFA Europa League | Primera ronda | ÍBV              | 2–0  | 4–0    | 6–0      |
| 2018-19   | UEFA Europa League | Segunda ronda | St. Gallen       | 1–0  | 1–2    | 2–2 (v.) |
| 2018-19   | UEFA Europa League | Tercera ronda | HNK Rijeka       | 1–1  | 1–0    | 2–1      |
| 2018-19   | UEFA Europa League | Play-off      | Maccabi Tel Aviv | 3–1  | 1–2    | 4–3      |
| 2018-19   | UEFA Europa League | Grupo B       | Besiktas         | 2–3  | 1–3    | 4° Lugar |
| 2018-19   | UEFA Europa League | Grupo B       | Genk             | 3–1  | 0–4    | 4° Lugar |
| 2018-19   | UEFA Europa League | Grupo B       | Malmö FF         | 1–1  | 1–1    | 4° Lugar |